# Нове Замки
Нове Замки (свк.Nové Zámkyⓘ, мађ. Érsekújvár) град је у Словачкој и други по величини град Њитранског краја. Административно је средиште округа Нове Замки.
Нове Замки је „град спорта и рекеације“, због бројних спортских терена и рекреативних површи и бројних спортских клубова.

## Географија
Нове Замки су смештене у југозападном делу државе. Главни град државе, Братислава, налази се 114 км западно.
Рељеф: Нове Замки су се развиле на северозападном делу Панонске низије. Око града се пружа равничарско тле. Надморска висина града је око 120 m.
Клима: Клима у Новим Замкима је умерено континентална.
Воде: Кроз Нове Замки протиче река Њитра, у доњем делу свог тока. Она тангира зград саисточне стране.

## Историја
Људска насеља на овом простору датирају још из праисторије. Насеље под данашњим именом први пут се спомиње у 10. веку. Током следећих векова град је био у саставу Угарске, а становништво града и околине су били махом Мађари.
Током надубљем упада Турака у Европу крајем 16. века град се нашао на линији одбране, па је тада изграђено масивно тада савремено утврђење око насеља. Град је тада одолео, али је крајем 17. века ипак био у турским рукама две деценије.
Крајем 1918. године град је постао део новоосноване Чехословачке. У времену 1938-44. године град је био враћен Хортијевој Мађарској, али је поново враћен Чехословачкој после рата. У време комунизма град је нагло индустријализован, па је дошло до наглог повећања становништва. Тада су вековима најбројнији Мађари постали мањина у граду. После осамостаљења Словачке град је постао њено значајно средиште, али је дошло и до проблема везаних за преструктурирање привреде.

## Становништво
| Година:    | 1994.  | 2004.   | 2014.   | 2024.   |
| ---------- | ------ | ------- | ------- | ------- |
| Број људи: | 43 448 | 41 469  | 38 941  | 36 002  |
| Разлика:   |        | -4,55 % | -6,09 % | -7,54 % |

| Година:    | 2023.  | 2024.   |
| ---------- | ------ | ------- |
| Број људи: | 36 410 | 36 002  |
| Разлика:   |        | -1,12 % |

Данас Нове Замки имају око 42.000 становника и последњих година број становника опада.
Етнички састав: По попису из 2001. године састав је следећи:
- Словаци - 69,70%,
- Мађари - 27,50%,
- Роми -0,8%,
- остали.

## Партнерски градови
- Знојмо
- Фоњод

## Галерија
- Гравира старе тврђаве
- Штефаник улица - пешачка зона
- словачка гимназија
- Хокејашки стадион